# Monophlebus raddoni
Monophlebus raddoni är en insektsart som beskrevs av John Obadiah Westwood 1845. Monophlebus raddoni ingår i släktet Monophlebus och familjen pärlsköldlöss. Inga underarter finns listade i Catalogue of Life.